# キノシタホール
キノシタホールは、かつて愛知県名古屋市千種区内山にあった映画館（名画座）。

## 概要
今池と呼ばれる地区にあり、74席の1スクリーンを有していた。1986年（昭和61年）3月1日に開館し、2019年（平成31年）4月26日に閉館した。

## 沿革

### 年表
- 1986年（昭和61年）3月1日 – 開館。
- 2007年（平成19年）7月21日 – ビル建て替えにより休館。
- 2008年（平成20年）12月27日 – 再開館。
- 2019年（平成31年）4月26日 – 閉館。

### 歴史

#### 株式会社キノシタ
キノシタホール運営元の株式会社キノシタは木下茂三郎が一代で築いた企業であり、ゴルフ関連事業などで成功をおさめた。中部国際ゴルフクラブ（岐阜県可児市・2014年に売却）、下呂カントリークラブ（岐阜県下呂市・2014年に売却）、信州伊那国際ゴルフクラブ（長野県伊那市）、釧路空港ゴルフクラブ（北海道白糠町）、滝川丸加高原カントリークラブ（北海道滝川市）などを経営している。木下茂三郎は1983年（昭和58年）、名古屋初の本格的な映画会社であるキノシタ映画という映画製作会社を設立。初出資作品となった1985年（昭和60年）の『生きてるうちが花なのよ死んだらそれまでよ党宣言』（森﨑東監督・倍賞美津子主演）はキネマ旬報ベストテンで7位になるなど高評価を得た。キノシタ映画は『チーちゃんごめんね』（西河克己監督・秋吉久美子主演）、『パイレーツによろしく』（後藤幸一監督・石黒賢主演）、『ゲンセンカン主人』（つげ義春原作・石井輝男監督）を含めた計4作品の製作も手掛けている。

#### 初代ビル時代（1986年 - 2007年）
1986年（昭和61年）3月1日、株式会社キノシタは名古屋市千種区内山に今池音楽会館を設立し、その1階に映画館のキノシタホールを開館させた。オープニング作品は株式会社キノシタ自らが製作した『生きてるうちが花なのよ死んだらそれまでよ党宣言』であり、森崎東監督が来館して舞台挨拶を行った。開館当時の今池にはキノシタホールのほかに、今池劇場、今池名画劇場、今池地下劇場、今池国際劇場、今池国際シネマ、今池にっかつ平和会館、今池アカデミー劇場、名古屋シネマテークの8館の映画館があった。キノシタホールは二番館として、『誰も知らない』『ゆれる』などのミニシアター系の作品から、『第三の男』『カッコーの巣の上で』などの名作まで幅広く上映。2007年（平成19年）7月21日、今池音楽会館の建て替えにより休館となった。

#### 2代目ビル時代（2008年 - 2019年）
今池音楽会館ビルはCore Seldom（コア・セルダム）と名を変え、座席数を100席から74席に減らして2008年（平成20年）12月27日に再開館した。地上5階・地下1階建のCore Seldomには、1階と地階に名古屋芸術音楽学院（略称 : 芸音）・今池芸音劇場が、2階にキノシタホールが入居している。2009年（平成21年）3月7日、3月21日からの上映を控えていた『悲しいボーイフレンド』（配給ジョリー・ロジャー）の先行上映会が行われ、俳優の寺脇康文、女優の寺島咲、監督の草野陽花が舞台挨拶を行った。
2019年（平成31年）4月26日に閉館した。キノシタホールの閉館により、今池で営業中の映画館は名古屋シネマテークのみとなり、名古屋市で営業中の名画座は三越映画劇場（千種区星ヶ丘元町）のみとなった。キノシタホールは社長の熱意によって運営されていた映画館だったため、採算面は度外視していた側面もあった

## 基礎情報

### 所在地
- 愛知県名古屋市千種区内山1-18-10 Core Seldom 2階[8][9]

### 交通アクセス
- 名古屋市営地下鉄東山線・桜通線 今池駅から北に徒歩で約2分。

### 座席数[10]
- 100席（1990年 - 2007年休館時）
- 74席（2008年再開館時 - 2019年閉館時）

### 料金[8]
- 一般：1200円
- 学生：1000円
- シニア：1000円
- 夫婦50割引・木曜女性デーあり

### 代表[10]
- 木下茂三郎（開館時 - 2007年休館時）
- 木下茂（2008年再開館時 - 2019年閉館時）

### 支配人[10]
- 丸太悦夫（1990年 - 2007年休館時）
- 樋口敏雄（2008年再開館時 - 2011年）
- 木下茂（2012年 - 2019年閉館時）